# 比斯
比斯（法語：Bus）是法国北部-加来海峡大区加来海峡省的一个市镇，属于阿拉斯区贝当古县。该市镇2009年时的人口为126人。

## 人口
比斯人口变化图示
| 数据来源：INSEE |